# 宇島駅
宇島駅（うのしまえき）は、福岡県豊前市大字八屋にある、九州旅客鉄道（JR九州）日豊本線の駅である。事務管コードは▲920505。
豊前市の代表駅である。

## 歴史

### 年表
- 1897年（明治30年）9月25日：宇ノ島駅として初代豊州鉄道が開設[3]。
- 1901年（明治34年）9月3日：豊州鉄道（初代）を九州鉄道（初代）が買収[4]。
- 1903年（明治36年）6月16日：電報の取扱開始[5]。
- 1907年（明治40年）
  - 7月1日：九州鉄道（初代）が国有化され帝国鉄道庁が所管[6]。
  - 11月1日：宇島駅に表記変更。
- 1914年（大正3年）1月21日：宇島鉄道（宇島 - 耶馬溪）間開通[7]。
- 1915年（大正4年）4月2日：駅舎増築[5]。
- 1936年（昭和11年）8月6日：宇島鉄道全線廃止[8]。
- 1949年（昭和24年）6月10日：昭和天皇の戦後巡幸があり、宇島駅発 - 行橋駅着のお召し列車が運行[9]。
- 1959年（昭和34年）4月：現2代目駅本屋完工[10]。改築費全額分の利用債を地元が負担[11]。
- 1966年（昭和41年）：駅前広場完成[12]。
- 1976年（昭和51年）：小荷物の取扱を日本通運に委託して自動車代行輸送に切り替え[13]。
- 1981年（昭和56年）：各ホームに鴉天狗の像を設置[14]。
- 1984年（昭和59年）2月1日：貨物の取扱を廃止[15][16]。
- 1985年（昭和60年）3月14日：小荷物営業廃止[15][13]。
- 1987年（昭和62年）
  - 2月6日：みどりの窓口開設[17]。
  - 4月1日：国鉄分割民営化により九州旅客鉄道が継承[18]。
- 2004年（平成16年）4月10日：車椅子用無限軌道型階段昇降機が古賀駅より移動[19]。
- 2009年（平成21年）3月1日：ICカードSUGOCAの利用を開始[20]。
- 2011年（平成23年）2月16日：エレベーター完成[21]。
- 2018年（平成30年）
  - 3月：改札口そばの売店が閉店[22]。
  - 12月1日：売店跡に豊前市観光協会が移転開業[22]。
- 2022年（令和4年）3月11日：みどりの窓口の営業を終了[23]。
- 2023年（令和5年）10月1日：JR九州サービスサポートによる業務委託駅から[24]九州旅客鉄道本体による直営駅へと変更される[25]。

### 駅名の由来
駅名の由来となった「宇島」という地名は駅の300 m東にあり、駅周辺の地名は「八屋」となっている。これは宇島駅開業の際に土地を提供した者が宇島に住んでおり提供条件として「宇島駅」と名付けることとしたためとされている。

## 駅構造

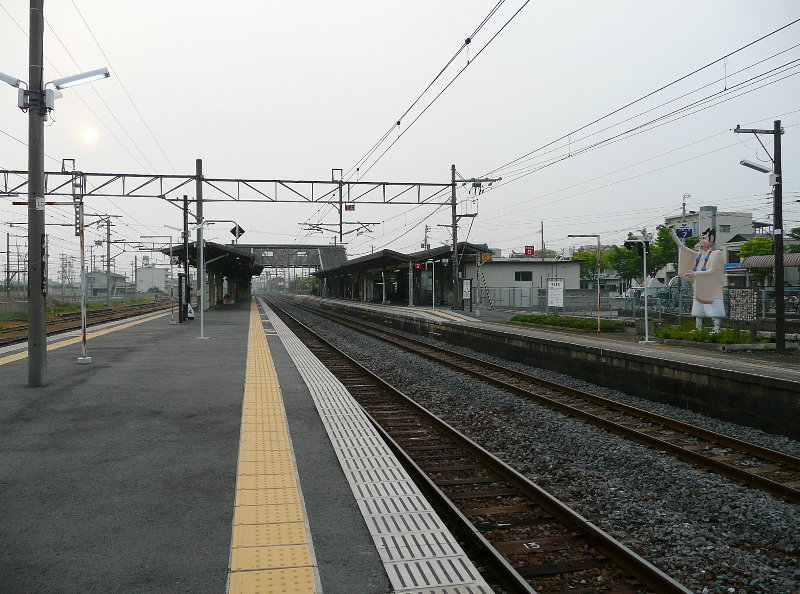
ホーム（2007年5月）

単式ホーム1面1線と島式ホーム1面2線、合計2面3線のホームを持つ地上駅。ホームのうち5両分はかさ上げされている。互いのホームは跨線橋で連絡している。
指定席券売機が設置されている。2022年3月12日ダイヤ改正までは、みどりの窓口も設置されていた。

### のりば
| のりば | 路線      | 方向 | 行先           | 備考     |
| ------ | --------- | ---- | -------------- | -------- |
| 1      | ■日豊本線 | 上り | 小倉・博多方面 |          |
| 2      | ■日豊本線 | 上り | 小倉・博多方面 | 待避列車 |
| 2      | ■日豊本線 | 下り | 中津・大分方面 | 待避列車 |
| 3      | ■日豊本線 | 下り | 中津・大分方面 |          |

※小倉方面の快速は当駅で特急の待避を行うため、2番のりばを使用する。
その他
- 2004年に古賀駅で使用していた無限軌道を用いた車椅子用階段昇降機が配置されていたが[19]、2011年にエレベーターが設置された[21]。
- 改札口そばにあった売店は2008年3月に閉店し、同年12月に豊前市観光協会が跡地に移転して、物産品の販売等を行っている[22]。
- 上下線のホームの前よりに豊前市のマスコットキャラクターにもなっている鴉天狗の像が建立されている。県文化財の求菩提八天狗像をモチーフとして、1981年に制作されて設置したものである[14][29]。高さは2mあり、重さは500㎏、製作費は2体で172万円であった[14]。

## 利用状況
- 1979年度（昭和54年度）の1年間の乗客数は1,060,416人である[30]。
- 1980年度（昭和55年度）の1年間の乗客数は999,359人である[30]。
- 1981年度（昭和56年度）の1年間の乗客数は942,318人である[30]。
- 1982年度（昭和57年度）の1年間の乗客数は882,268人である[30]。
- 1983年度（昭和58年度）の1年間の乗客数は870,631人である[30]。
- 1984年度（昭和59年度）の1年間の乗客数は851,611人である[31]。
- 1985年度（昭和60年度）の1年間の乗客数は858,327人である[31]。
- 1986年度（昭和61年度）の1年間の乗客数は845,409人である[31]。
- 1987年度（昭和62年度）の1年間の乗客数は837,197人である[31]。
- 1988年度（昭和63年度）の1年間の乗客数は842,802人である[31]。
- 1989年度（平成元年度）の1年間の乗客数は823,055人である[32]。
- 1990年度（平成2年度）の1年間の乗客数は831,730人である[32]。
- 1991年度（平成3年度）の1年間の乗客数は867,187人である[32]。
- 1992年度（平成4年度）の1年間の乗客数は827,640人である[32]。
- 1993年度（平成5年度）の1年間の乗客数は818,354人である[32]。
- 1996年ごろの1日平均利用者数は約4,600人である[29]。
- 2010年度の1日平均利用者数は4,224人である[33]。
- 2011年ごろの1日平均利用者数は約3,700人である[21]。

2023年（令和5年）度の1日平均乗車人員は1,437人であり、JR九州の駅としては第121位である。
近年の1日平均乗車人員は下表のとおりである。
| 年度               | 1日平均 乗車人員 |
| ------------------ | ---------------- |
| 2016年（平成28年） | 1,786            |
| 2017年（平成29年） | 1,778            |
| 2018年（平成30年） | 1,741            |
| 2019年（令和元年） | 1,646            |
| 2020年（令和2年）  | 1,382            |
| 2021年（令和3年）  | 1,398            |
| 2022年（令和4年）  | 1,410            |
| 2023年（令和5年）  | 1,437            |

## 貨物取扱（廃止）
築上地域の貨物取扱拠点として、農産品や肥料等を取扱っていたほか、宇島港に隣接していることから筑豊地域から産出される石炭の積出にも使用された。貨物取扱は1984年（昭和59年）までに廃止となった。

### 宇島港臨港貨物線
江戸時代後期に小倉藩によって開設された宇島港は、築上地域随一の良港であり、明治時代後期に至ってからは筑豊炭田から産出される石炭の積出港などとしての活用が計画された。宇島駅開業翌年の1898年（明治31年）には宇島港の突堤のうち1基を石炭桟橋として整備し、臨港引込線を敷設。1910年（明治43年）には港内に貯木場も建設された。これらの港湾施設整備により、石炭採掘･販売企業や坑木販売企業が宇島港へ進出し、接続する専用側線が敷設され、石炭の積出や坑木の搬入に使用された。石炭会社や坑木会社の専用側線は、1970年（昭和45年）10月1日時点では存続しており、1983年（昭和58年）4月1日時点でも一部は残存していたが、間もなく全廃となった。

### 築上発電所専用側線
宇島駅北西側の海岸沿いには、1952年（昭和27年）に九州電力築上発電所（石炭火力）が建設された。同発電所は筑豊産の石炭を燃料として発電を行う計画で設置されたもので、燃料炭の搬入のための専用側線が宇島駅から敷設された。築上発電所は1977年（昭和52年）に廃止となり、専用側線も撤去された。

## 駅周辺
周辺は豊前市の中心地で、商店街を形成している。駅の北側は多くの工場が立地する工業地帯である。
金融機関・郵便局
- 豊前郵便局
- 福岡銀行豊前支店
- 西日本シティ銀行豊前支店
- 福岡ひびき信用金庫
- 大分銀行豊前支店

公的機関・学校
- 豊前市役所
- 福岡県立青豊高等学校
- 豊前市市民会館
- 福岡県豊前総合庁舎
  - 福岡県京築県土整備事務所
  - 福岡県京築児童相談所
- 豊前市商工会議所
- 豊前市立図書館

その他
- 豊前温泉天狗の湯

## バス路線
- 宇島駅前停留所
  - 駅前ロータリー出口部分に設置されている。豊前市バスのうち岩屋線･轟線が発着する。
- 八屋停留所
  - 福岡県道1号豊前万田線上に設置されている。豊前市バスのうち宇島駅前に乗り入れない畑線･櫛狩屋線が発着するほか、岩屋線･轟線もここを経由する。また、豊前･中津コミュニティバス（中津市コミュニティバス豊前･中津線）も宇島駅前には乗り入れず、八屋停留所に発着する。

## 隣の駅
九州旅客鉄道（JR九州）
■日豊本線
- 特急「にちりん」停車駅
- 特急「ソニック」一部停車駅

■快速（上りのみ運転）
椎田駅 ← 宇島駅 ← 中津駅
■普通
豊前松江駅 - 宇島駅 - 三毛門駅

### かつて存在した路線
宇島鉄道
宇島駅 - 千束駅